# Bernhard Stübecke
Werner Miethe, (Westig, Hemer, Rin del Nord-Westfàlia, 6 de maig de 1904 - Iserlohn, 2 d'agost de 1964) fou un ciclista alemany, que va competir en carretera i en pista. Com a amateur va participar en els Jocs Olímpics de 1928 en la prova en ruta. Més endavant es va especialitzar en les curses de sis dies, malgrat no va guanyar-me cap.

## Palmarès
- 1930
  - Vencedor d'una etapa a la Volta a Alemanya